# Vuk Sotirović
Pour les articles homonymes, voir Sotirović.
Vuk Sotirović (en serbe cyrillique : Вук Сотировић), né le 13 juillet 1982 à Belgrade (alors en Yougoslavie), est un footballeur serbe. Il occupe le poste d'attaquant.

## Biographie

### Des débuts difficiles
Formé à Belgrade, puis passé par Kuršumlija, il quitte le championnat serbe, qu'il dit « régi par la mafia ». En janvier 2005, il signe au ŁKS Łódź, club polonais alors pensionnaire de deuxième division. Il y dispute quelques matches, souvent en entrant en jeu en fin de partie. Toujours aussi peu utilisé la saison suivante, Sotirović rejoint en janvier 2006 le Zawisza Bydgoszcz. 

### S'impose dans le championnat polonais
Dans cette équipe de haut de tableau, il gagne sa place en attaque et marque quelques buts. Lors de la saison 2006-2007, le Serbe devient l'un des meilleurs buteurs de la ligue. Mais son club se retire du championnat à l'hiver, et logiquement Sotirović se retrouve sur le marché des transferts. Il opte pour le Jagiellonia Białystok, à la lutte pour la montée en première division. Avec Remigiusz Sobociński, il mène le Jaga jusqu'à l'Ekstraklasa. Mis en concurrence la saison suivante avec les nouveaux venus, Sotirović met du temps avant de retrouver le chemin des filets. Lors de la seconde partie de saison, il inscrit huit buts en une quinzaine de rencontres. En juillet 2008, il rejoint pour plus de cent-cinquante mille euros le Śląsk Wrocław, promu dans l'élite. Il est alors l'attaquant numéro deux du club, derrière Tomasz Szewczuk (en). Buteur à cinq reprises lors de sa première saison, il remporte la Coupe de la Ligue polonaise. En 2009, plusieurs blessures lui font manquer de nombreux matches,, mais il arrive tout de même à jouer un rôle décisif dans le bon parcours de son club – classé finalement neuvième – en marquant à de nombreuses reprises en fin de saison 2009-2010. Ayant joué la moitié des rencontres disputées par le Śląsk, il se classe sixième au classement des buteurs avec neuf réalisations. Conforté dans son rôle lors de la saison suivante, il doit faire avec le manque d'ambitions du club de Basse-Silésie, coincé en milieu de tableau. Clamant ses envies de départ, il est finalement prêté en février pour le reste de la saison et lors des dernières minutes du mercato à son ancien club, le Jagiellonia Białystok, qui domine le championnat. Il avait été auparavant écarté du groupe vert et blanc pour une violente altercation avec l'un de ses coéquipiers. Mais ses problèmes le suivent à Białystok, et Sotirović est mis à l'écart. De retour à Wrocław avant la fin de la saison, il ne joue plus du tout et est libéré de son contrat le 2 juillet.

## Palmarès
- Vainqueur de la Coupe de la Ligue polonaise : 2009